# Боротьба за інвеституру
Боротьба за інвеституру — протиборство в XI сторіччі між імператором Генріхом IV і Папою Григорієм VII за право призначати єпископів (інвеститура).
Це був найзначніший конфлікт між церквою й світською державою в середньовічній Європі, наслідком якого стало розділення повноважень при призначенні духовенства між церквою (духовна інвеститура) і світською владою (світська інвеститура).
Протистояння тривало близько 50 років, поступово послабляючи верховну владу імператорів Салічної династії в Священній Римській імперії. Завершилося воно Вормським конкордатом. Згодом Генріх IV був двічі відлучений від церкви, через що спершу був змушений нібито покаятися перед папою, а згодом вигнав його силою з Рима. В наслідок цього протистояння значно посилилися великі князі й абати. Це завдало непоправного удару цілісності Священної Римської імперії як держави, від якого вона так і не змогла оговтатися аж до Об'єднання Німеччини в XIX сторіччі.